# Teretriosoma prasinum
Teretriosoma prasinum är en skalbaggsart som beskrevs av Lewis 1902. Teretriosoma prasinum ingår i släktet Teretriosoma och familjen stumpbaggar. Inga underarter finns listade i Catalogue of Life.